# Tobias Slotsager
Tobias Slotsager (Morud, 1 de enero de 2006) es un futbolista danés que juega como defensa en el Hellas Verona F. C. de la Serie A.

## Trayectoria
De niño, empezó en el Morud IF, el club de fútbol local de la pequeña ciudad Morud, a las afueras de Odense. Tenía un talento evidente, y a los 13 años se trasladó al Odense BK. Cuando cumplió 15 años, firmó un contrato de tres años.
Con solo 16 años debutó como profesional el 21 de mayo de 2022 contra el Vejle, donde estuvo 11 minutos sobre el terreno de juego. Ese mismo año firmó un contrato profesional con el Odense BK el 12 de agosto de 2022.

## Estadísticas

### Clubes
Actualizado al último partido disputado el 25 de mayo de 2024.
| Club                | Div.          | Temporada     | Liga  | Liga  | Copas nacionales | Copas nacionales | Copas internacionales | Copas internacionales | Total | Total |
| Club                | Div.          | Temporada     | Part. | Goles | Part.            | Goles            | Part.                 | Goles                 | Part. | Goles |
| ------------------- | ------------- | ------------- | ----- | ----- | ---------------- | ---------------- | --------------------- | --------------------- | ----- | ----- |
| Odense BK Dinamarca | 1.ª           | 2021-22       | 1     | 0     | 0                | 0                | —                     | —                     | 1     | 0     |
| Odense BK Dinamarca | 1.ª           | 2022-23       | 12    | 0     | 0                | 0                | —                     | —                     | 12    | 0     |
| Odense BK Dinamarca | 1.ª           | 2023-24       | 30    | 1     | 1                | 0                | —                     | —                     | 31    | 1     |
| Odense BK Dinamarca | Total club    | Total club    | 43    | 1     | 1                | 0                | 0                     | 0                     | 44    | 1     |
| Total carrera       | Total carrera | Total carrera | 43    | 1     | 1                | 0                | 0                     | 0                     | 44    | 1     |